# Immanuel-Kant-Gymnasium Bad Oeynhausen
Das Immanuel-Kant-Gymnasium ist das städtische Gymnasium der Stadt Bad Oeynhausen. Es liegt im Zentrum der Stadt und wird umgangssprachlich kurz als „IKG“ bezeichnet. Das Einzugsgebiet reicht bis in die an den Kreis Minden-Lübbecke angrenzenden Kreise Herford und Lippe. Benannt ist die Schule nach dem Philosophen Immanuel Kant.

## Geschichte
Das IKG wurde im Jahr 1893 als Höhere Stadtschule gegründet. Seit 1898 war diese Schule in dem Gebäude, in dem heute die städtische Musikschule untergebracht ist, angesiedelt.
1969 wurde das IKG mit der Luisenschule, dem neusprachlichen Mädchengymnasium, zum „Städtischen Gymnasium für Jungen und Mädchen“ vereinigt. Erst später wurde der Schulname „Immanuel-Kant-Gymnasium“ wieder aufgenommen. Es ist das einzige Gymnasium in Bad Oeynhausen und hatte 2015 über 1100 Schüler.

## Schulpartnerschaften
Das IKG pflegt Partnerschaften mit Schulen in Genf in der französischsprachigen Schweiz, Avranches in Frankreich, Inowrocław in Polen und Wolgograd in Russland. Regelmäßig findet zwischen dem Immanuel-Kant-Gymnasium und den Partnerschulen ein Schüleraustausch statt, bei dem nicht nur Sprachenkenntnisse erweitert, sondern auch freundschaftliche Kontakte entstehen und gepflegt werden.
Eine weitere Schulpartnerschaft – wenn auch unter ganz anderen Vorzeichen – unterhält das Immanuel-Kant-Gymnasium in Zusammenarbeit mit der Bad Oeynhausener Realschule Süd mit einer Schule in Musasa Ruli in Ruanda. Mit verschiedenen Aktionen sowie mit bislang zwei Sponsorenläufen ist es durch das vereinte Bemühen der beiden Bad Oeynhausener Schulen gelungen, in Musasa Ruli eine Schule zu errichten sowie den Bau von Zisternen zur Wasserspeicherung zu ermöglichen. Schirmherr dieses Hilfsprojekts ist der ehemalige Fußball-Nationalspieler Arne Friedrich.
Seit 2001 gibt es eine Kooperation mit einem städtischen Seniorenheim, die sich vor allem durch ein Internetcafé ausdrückt, das von Schülern der Oberstufe des IKG betreut wird. Dieses Engagement wurde im Jahre 2005 mit dem Ehrenamtspreis der Stadt Bad Oeynhausen gewürdigt. Des Weiteren wurde 2009 ein Kooperationsvertrag mit dem ortsansässigen Unternehmen Buschjost GmbH unterzeichnet.

## Ehemalige Schüler
Bekannte ehemalige Schüler sind die Moderatoren Barbara Eligmann und Daniel Budiman, der Koch Christian Lohse, der Historiker Reinhard Rürup und Bad Oeynhausens Bürgermeister Lars Bökenkröger.

## Schriften
- Jahresbericht über das Städtische Progymnasium i. E. zu Bad Oeynhausen : für die Zeit von Ostern ... bis Ostern ..., Bad Oeynhausen, 1.1906/07(1907) Digitalisat
- Jahresbericht über das Städtische Progymnasium zu Bad Oeynhausen : für die Zeit von Ostern ... bis Ostern ..., Bad Oeynhausen, 3.1908/09(1909) - 1914/15(1915), Digitalisat